# Maria Sava
Maria Sava es una deportista rumana que compitió en remo. Ganó cuatro medallas en el Campeonato Mundial de Remo entre los años 1986 y 1996.

## Palmarés internacional
| Campeonato Mundial | Campeonato Mundial       | Campeonato Mundial | Campeonato Mundial      |
| Año                | Lugar                    | Medalla            | Prueba                  |
| ------------------ | ------------------------ | ------------------ | ----------------------- |
| 1986               | Nottingham (Reino Unido) | Medalla de oro     | Scull individual ligero |
| 1987               | Copenhague (Dinamarca)   | Medalla de oro     | Scull individual ligero |
| 1988               | Milán (Italia)           | Medalla de bronce  | Scull individual ligero |
| 1996               | Motherwell (Reino Unido) | Medalla de bronce  | Dos sin timonel ligero  |